# کنسرتی دیگر
کنسرتی دیگر نام آلبومی است با صدای شهرام ناظری که در افشاری و ماهور اجرا شده‌است؛ موسیقی این اثر ساختهٔ داریوش طلایی است.
تاریخ اجرای آن، سال ۱۳۶۸ و تاریخ نشر آن ۱۳۷۱ است.

## توضیح اثر
کنسرتی دیگر برگزیدهٔ اجرای زنده‌ای است که در سال ۱۳۶۸ در تئاتر شهر پاریس اجرا شده‌است. این اجرا را رادیو فرانسه در تاریخ ۱۳۷۱ در مجموعهٔ Ocora روی لوح فشرده منتشر کرده‌است.
- نوازندگان:
  - سه تار: داریوش طلایی
  - تنبک و دف: بیژن کامکار

### فهرست
روی الف: افشاری
- چهار مضراب
- در بهار امید، تصنیف از امیر جاهد
- مثنوی
- هروایه، بر اساس تصنیف کردی

روی ب: ماهور
- دوبیتی خوانی

### ترانه‌ها
1. چهار مضراب
2. در بهار امید، شعر از امیر جاهد
3. مثنوی، شعر از مولوی
4. هروایه
5. دوبیتی خوانی، شعر از باباطاهر